# Phanoxyla mjobergi
Phanoxyla mjobergi är en fjärilsart som beskrevs av Clark 1923. Phanoxyla mjobergi ingår i släktet Phanoxyla och familjen svärmare. Inga underarter finns listade i Catalogue of Life.